# Tour de France 2016/19. Etappe
Die 19. Etappe der Tour de France 2016 wurde am 22. Juli 2016 ausgetragen. Sie führte über 146 Kilometer von Albertville nach Saint-Gervais-les-Bains. Es gab eine Bergwertung der zweiten Kategorie, zwei Bergwertungen der ersten und eine der Hors Catégorie sowie einen Zwischensprint in Doussard nach 25,5 Kilometern. Die Etappe endete bei Saint-Gervais in einer Bergankunft nach einer Steigung der ersten Kategorie.

## Rennverlauf
Nach dem Start ging es direkt einen unklassifizierten, etwa acht Kilometer langen Anstieg hinauf. Thomas De Gendt (LTS) attackierte mit dem Ziel, doch noch die Bergwertung vor Rafał Majka (TNK) gewinnen zu können. Dieser zog mit und so bildete sich eine Ausreißergruppe aus 20 Fahrern. Das waren Alexei Luzenko (AST), Robert Kišerlovski, Rafał Majka (beide TNK), Alexis Vuillermoz (ALM), George Bennett (TLJ), Jarlinson Pantano (IAM), Pierre Rolland (CDT), Marcus Burghardt, Amaël Moinard (beide BMC), Natnael Berhane (DDD), Laurens ten Dam (TGA), Emanuel Buchmann (BOA), Rui Costa (LAM), Thomas De Gendt, Tony Gallopin (beide LTS), Tony Martin (EQS), Daniel Navarro (COF), Michael Matthews (OBE), Eduardo Sepúlveda und Vegard Breen (beide FVC).
Den Zwischensprint gewann Michael Matthews vor De Gendt und Buchmann. Die 20 Mann an der Spitze hatten etwa vier Minuten Vorsprung auf das Peloton, in dem die Mannschaft Astana um Fabio Aru das Tempo machte. Auch das Team Katusha beteiligte sich an der Nachführarbeit, um Joaquim Rodríguez zu positionieren. Am Anstieg zum Col de la Forclaz de Montmin (1. Kategorie) blieben den Führenden noch drei Minuten auf die Favoritengruppe.
Die erste Bergwertung des Tages gewann Thomas De Gendt vor Rafał Majka und Alexis Vuillermoz. Diese drei Fahrer hatten sich zwischenzeitlich leicht absetzen können, wurden in der Abfahrt aber wieder von den Verfolgern gestellt. Auch an der folgenden Bergwertung der zweiten Kategorie sicherte sich De Gendt die Maximalpunktzahl von fünf Punkten vor Majka.
Nach einer kurzen Abfahrt nahm die Spitzengruppe den Montée de Bisanne (HC) in Angriff. Sie hatten noch 2:30 Minuten Vorsprung, da Astana und Katusha im Peloton weiterhin das Tempo hoch hielten. Die Spitzengruppe verkleinerte sich auf 14 Fahrer. Am Gipfel sammelte Majka die kompletten 25 Bergpunkte ein, da Thomas De Gendt zurückgefallen war. Der Vorsprung lag inzwischen nur noch bei 1:45 Minuten bei weiterhin fallender Tendenz.
Etwa 50 Kilometer vor dem Ziel begann es zu regnen. Rui Costa und Pierre Rolland setzten sich in der Abfahrt etwas ab. Rolland stürzte auf der nassen Fahrbahn in einer Kurve und fiel zurück, sodass Rui Costa allein in Front lag. Auch im Peloton gab es einige Stürze aufgrund der schlechten Witterungsbedingungen. Der zweitplatzierte Bauke Mollema (TFS) kam ebenso zu Fall wie Chris Froome (SKY) und Vincenzo Nibali (AST). Auch der letzte verbliebene Verfolger Daniel Navarro rutschte weg und verletzte sich so stark, dass er die Tour aufgeben musste. Die übrigen Ausreißer waren von dem herannahenden Peloton eingeholt worden, das sich etwa eine Minute hinter Rui Costa befand.
Am Ende der Abfahrt vom Montée de Bisanne griff Romain Bardet (ALM) an und machte sich auf die Verfolgung Costas. Im Feld konnte Chris Froome wieder Anschluss finden, während Mollema weiter zurücklag. Romain Bardet fuhr im letzten Anstieg (1. Kategorie) an Costa heran, während die Favoriten etwa eine Minute hinter den beiden lagen. Schließlich konnte sich der Franzose von Costa lösen und fuhr dem Etappensieg entgegen.
In der Gruppe der Favoriten, in der noch rund 15 Fahrer verblieben waren, gab es Attacken durch Daniel Martin (EQS), Nairo Quintana (MOV), Richie Porte (BMC) und Fabio Aru (AST). Sie konnten jedoch Chris Froome nicht richtig distanzieren. Alejandro Valverde (MOV) und Nairo Quintana fuhren gemeinsam vorn, während Porte und Adam Yates (OBE) etwas Zeit verloren. Bauke Mollema hatte den Wiederanschluss an die Favoritengruppe verpasst und lag inzwischen deutlich zurück. Schließlich zeigte Chris Froome leichte Schwächen, sodass Rodríguez, Valverde, Quintana, Louis Meintjes (LAM), Fabio Aru und Daniel Martin etwa zehn Sekunden Zeit auf den Gesamtführenden gutmachten konnten.
Romain Bardet gewann die Bergankunft 23 Sekunden vor Rodríguez und Valverde, Froome wurde mit 36 Sekunden Rückstand auf Bardet Neunter.
Die 19. Etappe brachte am Ende unter den zehn erstplatzierten Fahrern des Gesamtklassements einige Veränderungen im Vergleich zur Wertung nach der 18. Etappe:
| Fahrer             | Team | 18. Etappe | 18. Etappe | 19. Etappe | 19. Etappe |
| Fahrer             | Team | Platz      | Zeit       | Platz      | Zeit       |
| ------------------ | ---- | ---------- | ---------- | ---------- | ---------- |
| Christopher Froome | SKY  | 1          | 77:55:53   | 1          | 82:10:37   |
| Romain Bardet      | ALM  | 5          | + 4:57     | 2          | + 4:11     |
| Nairo Quintana     | MOV  | 4          | + 4:37     | 3          | + 4:27     |
| Adam Yates         | MOV  | 3          | + 4:16     | 4          | + 4:46     |
| Richie Porte       | BMC  | 6          | + 5:00     | 5          | + 5:17     |
| Fabio Aru          | AST  | 7          | + 6:08     | 6          | + 6:00     |
| Alejandro Valverde | MOV  | 8          | + 6:37     | 7          | + 6:20     |
| Louis Meintjes     | LAM  | 9          | + 7:15     | 8          | + 7:02     |
| Daniel Martin      | EQS  | 10         | + 7:18     | 9          | + 7:10     |
| Bauke Mollema      | TFS  | 2          | + 3:52     | 10         | + 7:42     |

Romain Bardet konnte auf den zweiten Gesamtrang vorrücken, Nairo Quintana war nun Gesamtdritter, da Adam Yates und Bauke Mollema Zeit verloren hatten. Mollema handelte sich über vier Minuten Rückstand ein und fiel damit von Platz zwei auf den zehnten Platz. Dadurch machten Richie Porte, Fabio Aru, Alejandro Valverde, Louis Meintjes und Daniel Martin je eine Position gut.

## Punktewertungen
| Zwischensprint in Doussard nach 25,5 km auf 467 m |             |                          |         |
| 1.                                                | Australien  | Michael Matthews (OBE)   | 20 Pkt. |
| 2.                                                | Belgien     | Thomas De Gendt (LTS)    | 17 Pkt. |
| 3.                                                | Deutschland | Emanuel Buchmann (BOA)   | 15 Pkt. |
| 4.                                                | Frankreich  | Alexis Vuillermoz (ALM)  | 13 Pkt. |
| 5.                                                | Deutschland | Tony Martin (EQS)        | 11 Pkt. |
| 6.                                                | Norwegen    | Vegard Breen (FVC)       | 10 Pkt. |
| 7.                                                | Kolumbien   | Jarlinson Pantano (IAM)  | 9 Pkt.  |
| 8.                                                | Spanien     | Daniel Navarro (COF)     | 8 Pkt.  |
| 9.                                                | Niederlande | Laurens ten Dam (TGA)    | 7 Pkt.  |
| 10.                                               | Deutschland | Marcus Burghardt (BMC)   | 6 Pkt.  |
| 11.                                               | Polen       | Rafał Majka (TNK)        | 5 Pkt.  |
| 12.                                               | Frankreich  | Amaël Moinard (BMC)      | 4 Pkt.  |
| 13.                                               | Frankreich  | Pierre Rolland (CDT)     | 3 Pkt.  |
| 14.                                               | Frankreich  | Tony Gallopin (LTS)      | 2 Pkt.  |
| 15.                                               | Kroatien    | Robert Kišerlovski (TNK) | 1 Pkt.  |

| Etappenziel in Saint-Gervais-les-Bains nach 146 km auf 1372 m |                        |                          |         |
| 1.                                                            | Frankreich             | Romain Bardet (ALM)      | 20 Pkt. |
| 2.                                                            | Spanien                | Joaquim Rodríguez (KAT)  | 17 Pkt. |
| 3.                                                            | Spanien                | Alejandro Valverde (MOV) | 15 Pkt. |
| 4.                                                            | Sudafrika              | Louis Meintjes (LAM)     | 13 Pkt. |
| 5.                                                            | Kolumbien              | Nairo Quintana (MOV)     | 11 Pkt. |
| 6.                                                            | Italien                | Fabio Aru (AST)          | 10 Pkt. |
| 7.                                                            | Irland                 | Daniel Martin (EQS)      | 9 Pkt.  |
| 8.                                                            | Niederlande            | Wout Poels (SKY)         | 8 Pkt.  |
| 9.                                                            | Vereinigtes Konigreich | Chris Froome (SKY)       | 7 Pkt.  |
| 10.                                                           | Australien             | Richie Porte (BMC)       | 6 Pkt.  |
| 11.                                                           | Spanien                | Ion Izagirre (MOV)       | 5 Pkt.  |
| 12.                                                           | Spanien                | Mikel Landa (SKY)        | 4 Pkt.  |
| 13.                                                           | Vereinigtes Konigreich | Adam Yates (OBE)         | 3 Pkt.  |
| 14.                                                           | Frankreich             | Warren Barguil (TGA)     | 2 Pkt.  |
| 15.                                                           | Portugal               | Rui Costa (LAM)          | 1 Pkt.  |

## Bergwertungen
| Col de la Forclaz de Montmin Kategorie 1 nach 42,5 km auf 1157 m 9,8 km bei 6,9 % |            |                          |         |
| 1.                                                                                | Belgien    | Thomas De Gendt (LTS)    | 10 Pkt. |
| 2.                                                                                | Polen      | Rafał Majka (TNK)        | 8 Pkt.  |
| 3.                                                                                | Frankreich | Alexis Vuillermoz (ALM)  | 6 Pkt.  |
| 4.                                                                                | Kroatien   | Robert Kišerlovski (TNK) | 4 Pkt.  |
| 5.                                                                                | Kolumbien  | Jarlinson Pantano (IAM)  | 2 Pkt.  |
| 6.                                                                                | Spanien    | Daniel Navarro (COF)     | 1 Pkt.  |

| Col de la Forclaz de Queige Kategorie 2 nach 73,5 km auf 870 m 5,6 km bei 7,8 % |             |                        |        |
| 1.                                                                              | Belgien     | Thomas De Gendt (LTS)  | 5 Pkt. |
| 2.                                                                              | Polen       | Rafał Majka (TNK)      | 3 Pkt. |
| 3.                                                                              | Deutschland | Marcus Burghardt (BMC) | 2 Pkt. |
| 4.                                                                              | Frankreich  | Pierre Rolland (CDT)   | 1 Pkt. |

| Montée de Bisanne Kategorie HC nach 96,5 km auf 1729 m 12,4 km bei 8,2 % |             |                         |         |
| 1.                                                                       | Polen       | Rafał Majka (TNK)       | 25 Pkt. |
| 2.                                                                       | Frankreich  | Tony Gallopin (LTS)     | 20 Pkt. |
| 3.                                                                       | Kolumbien   | Jarlinson Pantano (IAM) | 16 Pkt. |
| 4.                                                                       | Spanien     | Daniel Navarro (COF)    | 14 Pkt. |
| 5.                                                                       | Frankreich  | Alexis Vuillermoz (ALM) | 12 Pkt. |
| 6.                                                                       | Portugal    | Rui Costa (LAM)         | 10 Pkt. |
| 7.                                                                       | Kasachstan  | Alexei Luzenko (AST)    | 8 Pkt.  |
| 8.                                                                       | Argentinien | Eduardo Sepúlveda (FVC) | 6 Pkt.  |
| 9.                                                                       | Frankreich  | Pierre Rolland (CDT)    | 4 Pkt.  |
| 10.                                                                      | Neuseeland  | George Bennett (TLJ)    | 2 Pkt.  |

| Le Bettex Kategorie 1 nach 146 km auf 1723 m 9,8 km bei 8 % |            |                          |         |
| 1.                                                          | Frankreich | Romain Bardet (ALM)      | 20 Pkt. |
| 2.                                                          | Spanien    | Joaquim Rodríguez (KAT)  | 16 Pkt. |
| 3.                                                          | Spanien    | Alejandro Valverde (MOV) | 12 Pkt. |
| 4.                                                          | Sudafrika  | Louis Meintjes (LAM)     | 8 Pkt.  |
| 5.                                                          | Kolumbien  | Nairo Quintana (MOV)     | 4 Pkt.  |
| 6.                                                          | Italien    | Fabio Aru (AST)          | 2 Pkt.  |

## Aufgaben
- Tom Dumoulin (TGA): Aufgabe während der Etappe aufgrund von Sturzfolgen
- Daniel Navarro (COF): Aufgabe während der Etappe aufgrund von Sturzfolgen